# К-43
К-43 — советская подводная лодка проекта 670 «Скат».

## История
Являлась первой лодкой проекта 670.
13 мая 1962 года была зачислена в списки кораблей ВМФ СССР.
9 мая 1964 года состоялась закладка корабля на заводе «Красное Сормово».
Спущена на воду 2 августа 1966 года, в ноябре 1967 года вошла в строй, в том же году была включена в состав 11-й ДиПЛ Северного флота, 17 декабря 1980 года совершила межфлотский трансарктический переход и перечислена в состав 10-й ДиПЛ Тихоокеанского флота.
27 декабря 1984 года была исключена из состава флота, впоследствии передавалась в аренду Военно-морским силам Индии, в составе которых находилась под названием S-71 «Chakra». 1 марта 1989 года была вновь зачислена в списки ВМФ СССР.
3 июля 1992 года была выведена из состава флота, находилась на отстое в бухте Крашенинникова. В 2006 году была отправлена на утилизацию.